# Europastraße 584
Die Europastraße 584 (kurz: E 584) ist ein Teil des europäischen Fernstraßennetzes und verläuft von Poltawa in der Ukraine über Chișinău in der Republik Moldau bis nach Slobozia in Rumänien. Sie ist 918 Kilometer lang.

## Streckenverlauf
Von Poltawa (Полтáва) im gleichnamigen Oblast in der Zentralukraine führt die Europastraße in südwestliche Richtung und verbindet die E 40 mit der E 60 in der Großen Walachei bei Slobozia im Kreis Ialomița.

### Orte und Länge der Teilstrecken an der E584
Die Straße führt durch folgende größere Orte: Poltawa – Krementschuk (Кременчук) (114 km) – Oleksandrija (Олександрія) (59 km) – Kropywnyzkyj (Кропивницький) (76 km) – Okny (Окни) (247 km) – moldauische Grenze (18 km) – Dubăsari (Дубоссары) (24 km) – Chișinău (38 km) – Cimișlia, Rj. Cimișlia (73 km) – Comrat (Комрат) (33 km) – Vulcănești (Вулканешты) (81 km) – rumänische Grenze (30 km) – Galați (12 km) – Brăila (21 km) – Slobozia (92 km).

### Flüsse an der E584
Die Straße führt über folgende größere Flüsse: 
- Psel (Псел)⊙
- Dnepr (Днепр)⊙
- Südlicher Bug (Південний Буг)⊙
- Dnister (Дністер)⊙
- Pruth (Прут)⊙
- Sereth (Серет)⊙